# 三河島駅
三河島駅（みかわしまえき）は、東京都荒川区西日暮里一丁目にある、東日本旅客鉄道（JR東日本）常磐線の駅である。駅番号はJJ 03。

## 乗り入れ路線
当駅に乗り入れている路線は常磐線のみだが、本線のほか、当駅からは田端駅（田端信号場駅）方面への支線（田端貨物線）と隅田川駅方面へ向かう支線（隅田川貨物線）が分岐する。支線は田端信号場駅方面は貨物列車と臨時列車が、隅田川駅方面は貨物列車のみが使用する。
旅客駅には常磐線快速電車および中距離電車のみが停車し、東京メトロ千代田線に直通する常磐線各駅停車は当駅を経由しない。したがって、複々線区間で常磐線各駅停車のみが停車する綾瀬駅・亀有駅・金町駅へ向かう利用客は、北千住駅で常磐線各駅停車に乗り換える必要がある。土浦・水戸方面に直通する中距離電車はかつて日中しか停車しなかったが、2004年（平成16年）3月13日のダイヤ改正以降は、通勤快速・特別快速を除くすべての中距離電車が停車するようになった。
当駅は、特定都区市内制度における「東京都区内」に属している。

## 歴史
- 1905年（明治38年）4月1日：日本鉄道の駅として開業[2][5]。
- 1906年（明治39年）11月1日：日本鉄道の国有化により、官設鉄道の駅となる[2]。
- 1909年（明治42年）10月12日：線路名称の制定により、常磐線の所属となる。
- 1949年（昭和24年）6月1日：日本国有鉄道発足。
- 1962年（昭和37年）5月3日：駅付近（安全確認線）で貨物列車と上下電車2本による三重衝突事故（三河島事故）が発生。死者160人、負傷者296人の大惨事となった。詳細は三河島事故・国鉄戦後五大事故を参照。
- 1964年（昭和39年）10月1日：荷物の取り扱いを廃止[2]。
- 1970年（昭和45年）7月1日：貨物の取り扱いを廃止[2]。
- 1971年（昭和46年）4月20日：緩行線（各駅停車）が帝都高速度交通営団千代田線（営団地下鉄/現・東京地下鉄）と相互直通運転を開始したことに伴い、快速停車駅となる。
- 1987年（昭和62年）4月1日：国鉄分割民営化に伴い、東日本旅客鉄道（JR東日本）の駅となる[2]。
- 1988年（昭和63年）3月13日：普通列車が日中（9時 - 16時）停車となる。
- 2001年（平成13年）11月18日：ICカード「Suica」の利用が可能となる[報道 1]。
- 2004年（平成16年）3月13日：特別快速[注 1]・通勤快速[注 2]を除く普通列車が全停車となる[4]。
- 2005年（平成17年）11月：みどりの窓口を廃止し、指定席券売機を設置[新聞 1]。

## 駅構造
島式ホーム1面2線を有する高架駅である。
本線の両側にはホームのない支線の線路がある。下り線側は田端信号場駅方面から来て南千住駅寄りで合流する。合流地点は三河島事故が起きた現場である。上り線側は田端信号場駅と隅田川駅を結ぶ単線で、南千住駅寄りに上り線からの渡り線がある。
改札口は南千住駅寄りの1か所のみに設置されている。ホーム上屋は短かったが、2011年（平成23年）に増設工事が完了し、ホーム長の過半をカバーすることになった。ホームの幅はやや狭い。中ほどに待合室がある。
自動券売機、多機能券売機、指定席券売機、自動改札機、乗車駅証明書発行機が設置されている。また、お客さまサポートコールシステムが導入されており、早朝はインターホンによる案内となる。なお、乗車駅証明書発行機は早朝のみの稼働である。
2010年（平成22年）12月よりエレベーター設置工事が行われ、2011年（平成23年）4月に完了した。

### のりば
| 番線 | 路線                          | 方向 | 行先                         |
| ---- | ----------------------------- | ---- | ---------------------------- |
| 1    | 常磐線（快速） 上野東京ライン | 上り | 日暮里・上野・東京・品川方面 |
| 2    | 常磐線（快速）                | 下り | 松戸・取手・成田方面         |
| 2    | ■ 成田線                      | 下り | 松戸・取手・成田方面         |

- 10両編成の列車は、ホームの下り我孫子・取手・成田・土浦側に寄せて停車する。そのため、上野寄りには停車しない。

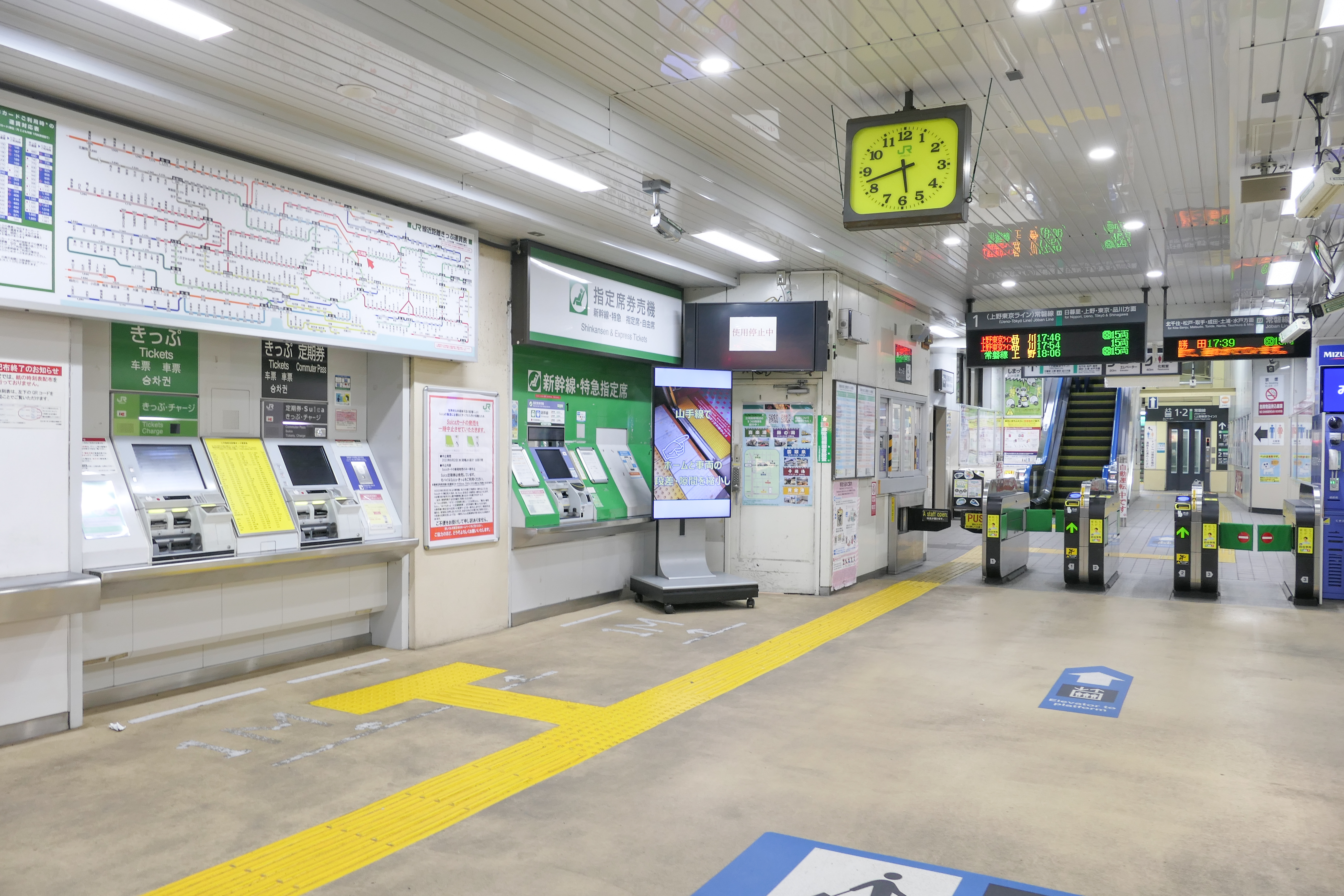
改札口（2024年3月）
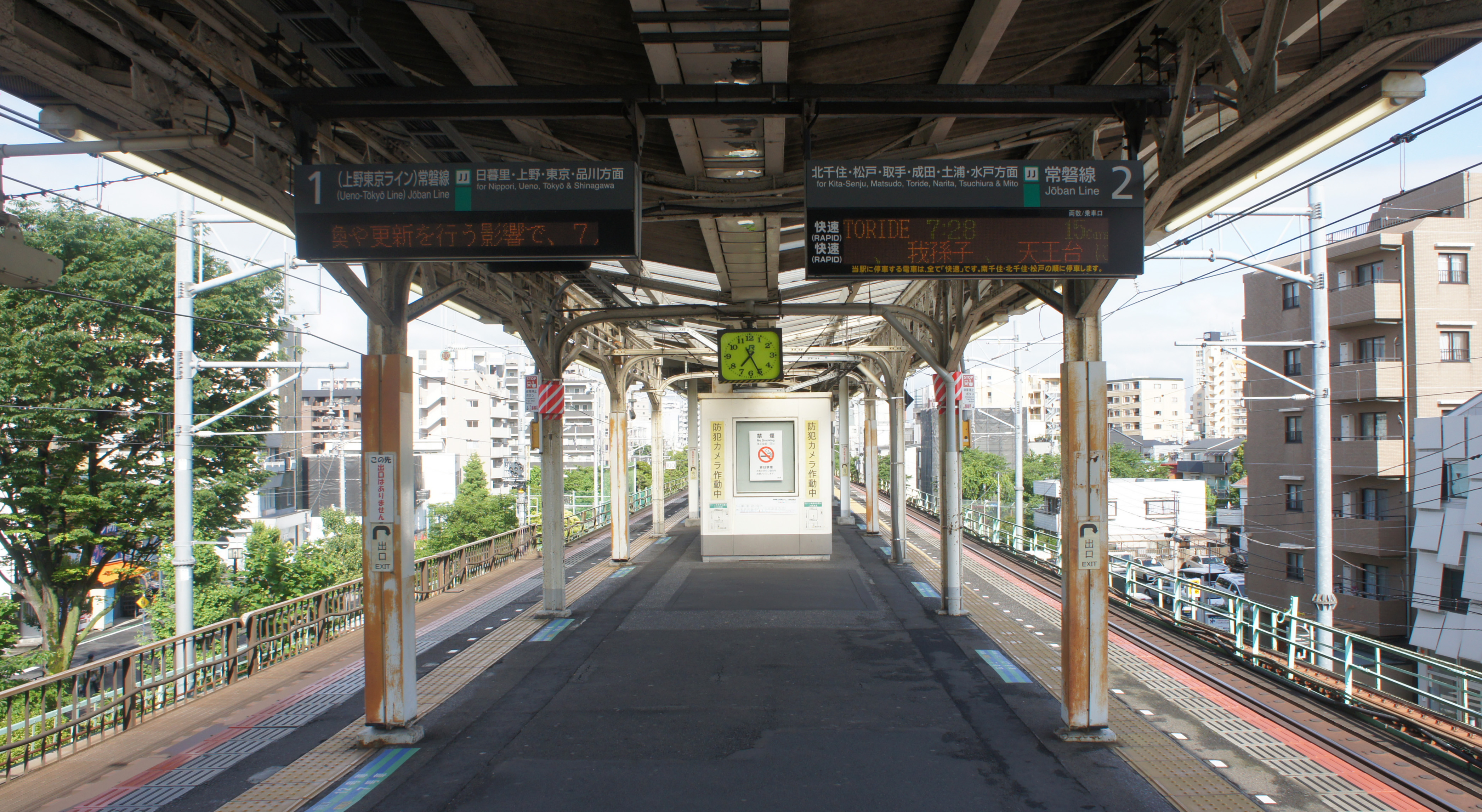
ホーム（2021年5月）

## 利用状況
2023年度（令和5年度）の1日平均乗車人員は11,500人である。常磐線（常磐快速線）のJR東日本首都圏本部管内（上野駅 - 取手駅間）の駅の中では最も少なく、東京23区内では越中島駅・上中里駅・尾久駅・高輪ゲートウェイ駅に次いで5番目に少ない。
1990年度（平成2年度）以降の推移は以下のとおりである。
| 1日平均乗車人員推移 | 1日平均乗車人員推移 | 1日平均乗車人員推移 | 1日平均乗車人員推移 | 1日平均乗車人員推移 | 1日平均乗車人員推移 | 1日平均乗車人員推移 |
| 年度                | 定期外              | 定期                | 合計                | 出典                | 出典                | 出典                |
| 年度                | 定期外              | 定期                | 合計                | JR                  | 東京都              | 荒川区              |
| ------------------- | ------------------- | ------------------- | ------------------- | ------------------- | ------------------- | ------------------- |
| 1990年（平成02年）  |                     |                     | 8,726               |                     | [ 都 1 ]            |                     |
| 1991年（平成03年）  |                     |                     | 8,697               |                     | [ 都 2 ]            |                     |
| 1992年（平成04年）  |                     |                     | 9,082               |                     | [ 都 3 ]            |                     |
| 1993年（平成05年）  |                     |                     | 9,101               |                     | [ 都 4 ]            |                     |
| 1994年（平成06年）  |                     |                     | 8,959               |                     | [ 都 5 ]            |                     |
| 1995年（平成07年）  |                     |                     | 8,842               |                     | [ 都 6 ]            |                     |
| 1996年（平成08年）  |                     |                     | 8,808               |                     | [ 都 7 ]            |                     |
| 1997年（平成09年）  |                     |                     | 8,652               |                     | [ 都 8 ]            |                     |
| 1998年（平成10年）  |                     |                     | 8,578               |                     | [ 都 9 ]            |                     |
| 1999年（平成11年）  |                     |                     | 8,702               |                     | [ 都 10 ]           |                     |
| 2000年（平成12年）  |                     |                     | 9,060               | [ JR 2 ]            | [ 都 11 ]           |                     |
| 2001年（平成13年）  |                     |                     | 9,280               | [ JR 3 ]            | [ 都 12 ]           |                     |
| 2002年（平成14年）  |                     |                     | 9,688               | [ JR 4 ]            | [ 都 13 ]           |                     |
| 2003年（平成15年）  |                     |                     | 9,733               | [ JR 5 ]            | [ 都 14 ]           |                     |
| 2004年（平成16年）  |                     |                     | 9,794               | [ JR 6 ]            | [ 都 15 ]           |                     |
| 2005年（平成17年）  |                     |                     | 9,743               | [ JR 7 ]            | [ 都 16 ]           |                     |
| 2006年（平成18年）  |                     |                     | 9,900               | [ JR 8 ]            | [ 都 17 ]           |                     |
| 2007年（平成19年）  |                     |                     | 10,100              | [ JR 9 ]            | [ 都 18 ]           |                     |
| 2008年（平成20年）  |                     |                     | 10,148              | [ JR 10 ]           | [ 都 19 ]           |                     |
| 2009年（平成21年）  |                     |                     | 10,130              | [ JR 11 ]           | [ 都 20 ]           |                     |
| 2010年（平成22年）  |                     |                     | 10,063              | [ JR 12 ]           | [ 都 21 ]           |                     |
| 2011年（平成23年）  |                     |                     | 9,763               | [ JR 13 ]           | [ 都 22 ]           |                     |
| 2012年（平成24年）  | 3,182               | 6,684               | 9,867               | [ JR 14 ]           | [ 都 23 ]           |                     |
| 2013年（平成25年）  | 3,256               | 6,985               | 10,242              | [ JR 15 ]           | [ 都 24 ]           |                     |
| 2014年（平成26年）  | 3,329               | 7,044               | 10,373              | [ JR 16 ]           | [ 都 25 ]           |                     |
| 2015年（平成27年）  | 3,512               | 7,369               | 10,882              | [ JR 17 ]           | [ 都 26 ]           |                     |
| 2016年（平成28年）  | 3,532               | 7,560               | 11,093              | [ JR 18 ]           | [ 都 27 ]           |                     |
| 2017年（平成29年）  | 3,608               | 7,699               | 11,307              | [ JR 19 ]           | [ 都 28 ]           |                     |
| 2018年（平成30年）  | 3,700               | 7,808               | 11,508              | [ JR 20 ]           | [ 都 29 ]           |                     |
| 2019年（令和元年）  | 3,620               | 7,841               | 11,461              | [ JR 21 ]           | [ 都 30 ]           |                     |
| 2020年（令和02年）  | 2,797               | 6,513               | 9,311               | [ JR 22 ]           | [ 都 31 ]           |                     |
| 2021年（令和03年）  | 3,159               | 6,631               | 9,791               | [ JR 23 ]           | [ 都 32 ]           |                     |
| 2022年（令和04年）  | 3,616               | 6,935               | 10,551              | [ JR 24 ]           | [ 都 33 ]           | [ 荒 1 ]            |
| 2023年（令和05年）  | 4,064               | 7,435               | 11,500              | [ JR 1 ]            |                     |                     |

## 駅周辺
駅の出口は尾竹橋通りに面している。当駅から日暮里駅までの線路は弧を描くような急カーブになっており、直線距離では日暮里駅・西日暮里駅・町屋駅も徒歩圏内にも入るほどの近さにある。
- 荒川区役所
- 荒川区立生涯学習センター
- 赤門会日本語学校本校
- 東京朝鮮第一初中級学校
- 在日本大韓民国民団（民団）東京荒川支部
- 新鮮大売 ユータカラヤ 日暮里店

### 駅周辺の歴史
江戸時代、三河島には徳川家康が遷都の際、開墾のために三河から連れてきた伊藤氏（伊藤七家）などの農家が居住して稲作を行っていた。当時の三河島村はタンチョウの飛来地としても知られていた。（⇢ タンチョウ#江戸のタンチョウ）
明治時代には上野の戦いから逃れた彰義隊の残兵が伊藤家に匿われた経緯も史記に残っている。日暮里出身の吉村昭の『彰義隊』に詳しい。
明治から大正までは湿地帯や農家の屋敷も残る田園地帯であった。また、文京区の柳沢吉保邸であった六義園に展示されている江戸地図に三河島近辺は田畑の表記になっている。
明治以降、屠殺場および皮革工場、下水処理場（三河島水再生センター）などの施設が建設されるようになり、戦前戦後にかけて、それらの工場や施設に日本人労働者や朝鮮半島出身者（多くが済州島出身者）が移住して働くようになった。そのような経緯から現在では駅周辺は焼肉店などハングルの看板が並ぶコリア・タウンともなっており、東京朝鮮第一初中級学校も近辺に所在する。規模的には御徒町（東上野）、大久保（新大久保）、川崎市桜本、千葉市栄町など関東の他コミュニティよりも比較的規模も活気も小さい。高度経済成長とともに金物加工や印刷、製紙や箱工場も増え、工業地域となった。
1962年（昭和37年）には「国鉄戦後五大事故」の一つとされる死者160人を出した三河島列車衝突事故が発生した。
三河島駅より徒歩で3分ほどの東日暮里三丁目37番6号の民家に「藤の大滝」と呼ばれる高さ12メートルほどの藤の木がある。毎年4月下旬に見ごろを迎える。1973年（昭和48年）に植えられたもので、その後1986年（昭和61年）に荒川区の保護樹木に制定された。「藤まつり」が催されることもある。

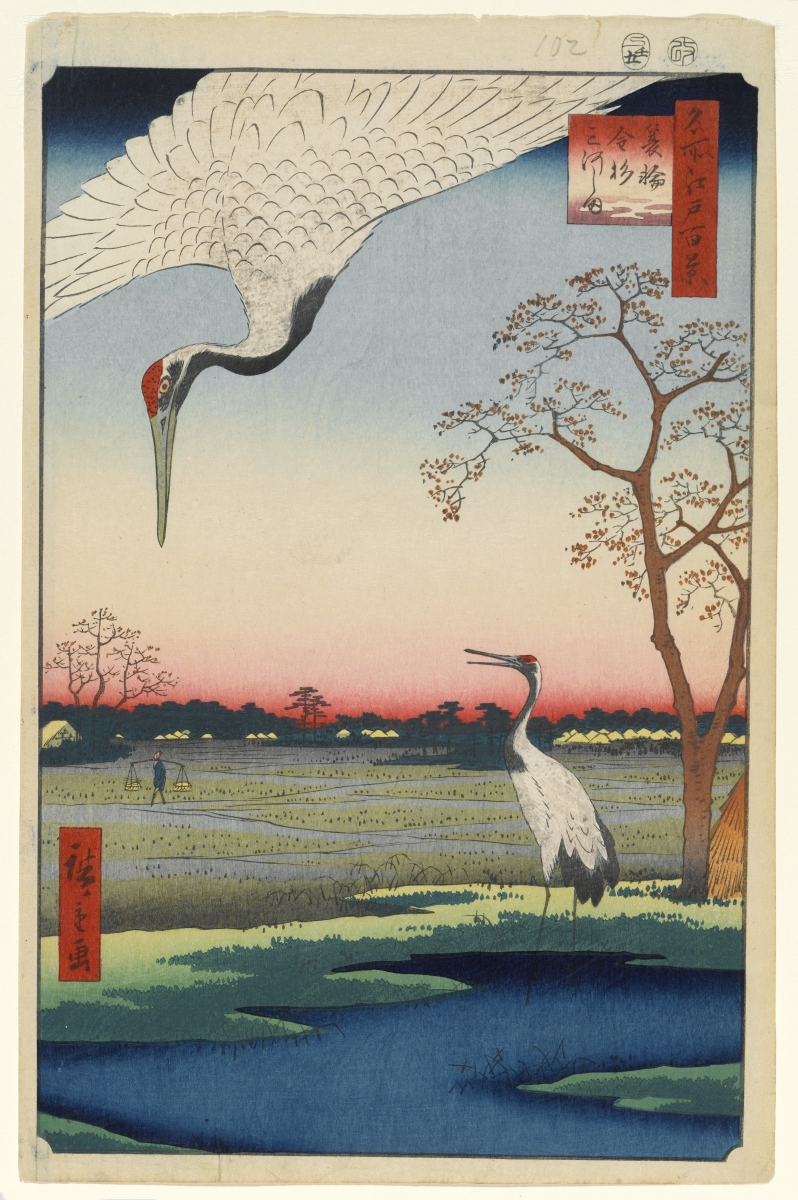
歌川広重『蓑輪金杉三河しま』
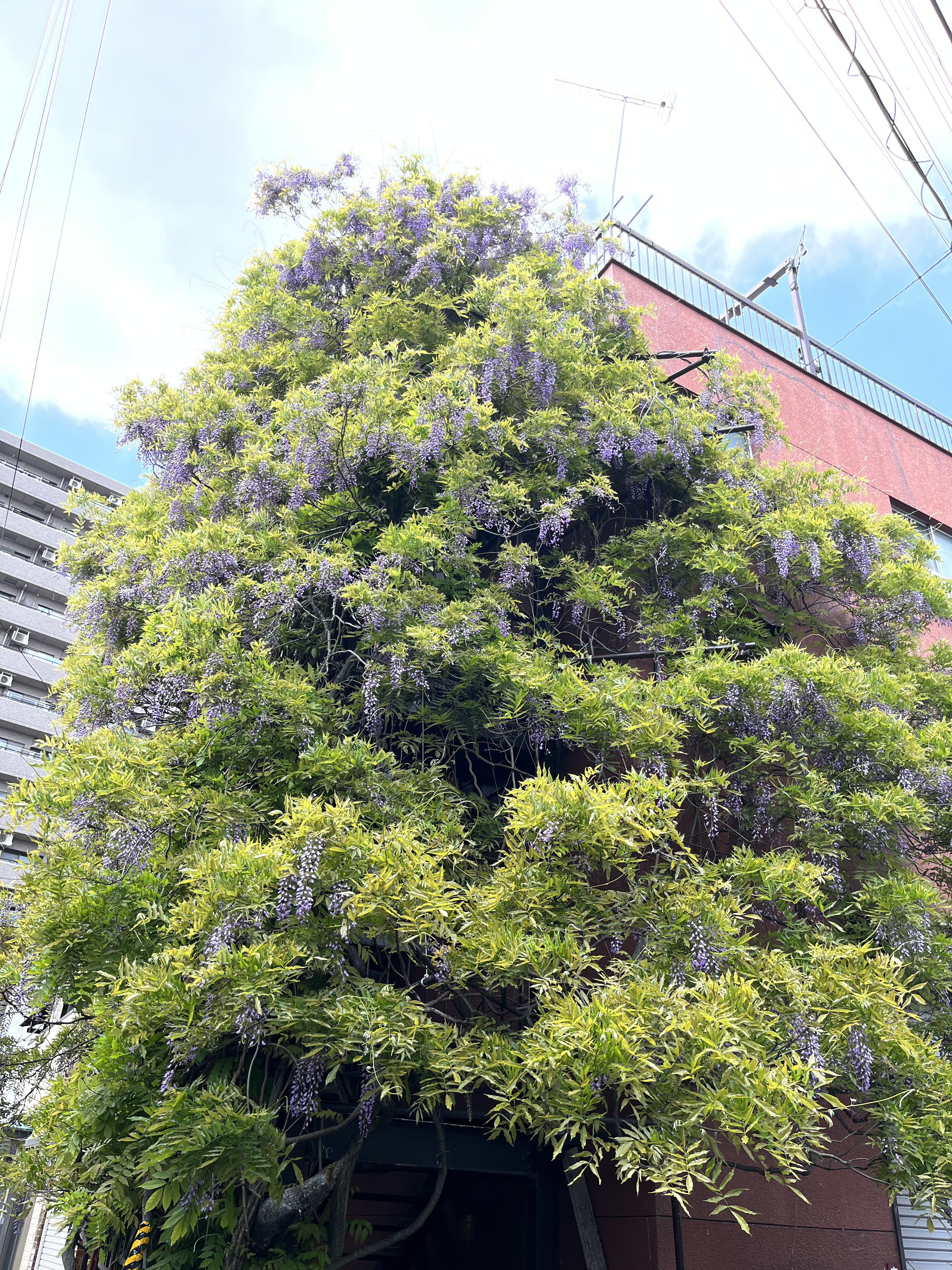
藤の大滝

## バス路線
三河島駅前バス停にて、都営バスの路線バスが発着する。
- 都営バス
  - 里22：日暮里駅前行き／亀戸駅前行き・南千住車庫前行き
  - 草41：浅草寿町行き／足立梅田町行き

## 隣の駅
東日本旅客鉄道（JR東日本）
 常磐線（快速）
■特別快速
通過
■■快速
日暮里駅 (JJ 02) - 三河島駅 (JJ 03) - 南千住駅 (JJ 04)
常磐線貨物支線（田端貨物線）
三河島駅 - 田端駅（田端信号場駅）
常磐線貨物支線（隅田川貨物線）
三河島駅 - 隅田川駅

### 記事本文